# 컵케이크 워
《컵케이크 워》는 2010년부터 2018년까지 미국에서 방송된 컵케이크 경연 프로그램이다. 우승자는 1만 달러의 상금을 받게 된다.